# 苏联原子弹计划
苏联原子弹计划（Sovetskiy proyekt atomnoy bomby）是苏联的机密研发计划，由约瑟夫·维萨里奥诺维奇·斯大林下令让苏联在第二次世界大战期间研发核武器。
虽然苏联科学界在1930年代期间曾探讨过核武器的可能性，甚至近乎撰写了一个将核武器在1940年研发出来的草案，但整个计划在苏联情报机构获知了美国秘密进行的曼哈顿计划之后方才启动。
1949年8月29日，苏联在哈萨克苏维埃社会主义共和国塞米巴拉金斯克基地进行首次成功的核武器（RDS-1原子彈）试验。一个拥有核武器的苏联使其敌对的西方国家，特别是美国陷入了前所未有的惶恐之中。 从1949年到1991年间，苏联的核武器计划一直在积极推进，其核弹头储备在1985年达到可以与美国相互保证毁灭的地步。

## 早期工作

### 背景渊源和根基
早在1910年的沙俄时期，就有科学家对放射性同位素展开了独立研究。:44:24–25 虽然俄罗斯科学院在1917年俄国革命和俄国内战期间学术研究遭遇了众多困难，但其科学家团队仍然在1930年代为推动苏联的物理学研究做出了卓越努力。:35–36 早在1905年俄国革命之前，矿物学家弗拉基米尔·维尔纳茨基就多次公开呼吁对俄国的铀矿藏进行调查，但并没有人采取他的意见。:37 这种早期研究均是由各类组织或私人进行资助的。直达1922年，彼得格勒（今圣彼得堡）的镭研究所的成立，这方面的研究才开始走向正轨。:44
在20世纪20年代到30年代期间，俄国物理学家一直在新西兰物理学家欧内斯特·卢瑟福运营的卡文迪什实验室与欧洲同行一起就原子物理学的发展进行联合研究。著名物理学家乔治·伽莫夫与彼得·卡皮察也曾在那里进行学习和研究。:36
在苏联国内，推动核物理学研究发展的是亚伯拉罕·约费，他是列宁格勒物理技术研究所的主任。:36 英国物理学家詹姆斯·查德威克对于中子的进一步发现为LPTI的项目提供了进一步发展的灵感。俄国物理学家开始向政府进行游说，借此希望推动进一步的科学研究。但此时俄国正经历俄国革命与二月革命，对于科学发展方面几乎没有什么关注。:36–37 由于可以从乌赫塔油田的井水中提取到镭；所以苏联早期的研究方向主要集中于镭的医学和科学方面研究。:37
1939年，德国化学家奥托·哈恩发表了他发现的核裂变现象。这个发现使得苏联科学家和美国科学家认识到，这种现象可能具有军事意义。:20 核裂变现象的发现使得苏联科学家也开始对其进行研究，不过其主要研究方向为发电方面，因为此时许多人仍对原子弹的制造可能性持怀疑态度。:25 早期的研究由雅科夫·弗伦克尔（专门研究凝聚态物理学的物理学家）领导，他在1940年做了第一个有关裂变过程中核结合能相关的连续介质力学计算。:99

### 第二次世界大战和加速的可行性
在苏联科学家的强烈游说下，苏联政府开始成立委员会以负责解决“铀问题”并调查链式反应和同位素分离的可能性。:33 委员会的工作被德国的入侵所打断，苏联在接下来的四年中陷入战争的漩涡之中。:114–115:200
1940-42年，在苏联空军服役的苏联物理学家格奥尔基·弗廖罗夫发现，德国、英国和美国的科学家已经停止发表关于原子核物理学的论文。弗廖罗夫因此推测各国都拥有有关核物理学的秘密研究项目。:230 1942年4月，弗廖罗夫写信给斯大林指出美国、英国、德国在核裂变武器上的空白。:xxx 在斯大林收到了弗廖罗夫的来信之后，他立刻将苏联物理学家从各个军事部门抽调出来，并授权工程物理学家阿纳托利·亚历山德罗夫和核物理学家伊格尔·库尔恰托夫领导开展原子弹项目。在库尔恰托夫的领导下，第2实验室在莫斯科附近建立。:230 他在1942年底被选为苏联原子弹项目的技术主管；他被这项任务的艰巨性所震惊。
弗廖罗夫随后被调往杜布纳，在那里他建立了核反应实验室，重点研究人工合成元素和热反应。1942年底，苏联国防委员会正式将该计划委托给苏联陆军，主要的战时后勤工作则由内务人民委员部负责人拉夫连季·贝利亚进行监督。:114–115
1945年，阿尔扎马斯-16在莫斯科附近建立，由雅可夫·泽尔多维奇和尤里·哈里顿进行领导，他们与伊萨克·波梅兰丘克一起进行了有关核燃烧理论的计算。:117–118 尽管在早期做出了对核武器研究进行加速的努力。但据历史学家报告，对于苏联科学家团队来说，使用武器级铀制造炸弹的努力仍没有希望。伊格尔·库尔恰托夫曾对制作铀弹的工作抱有怀疑，但在NKVD取得来自英国的数据之后。苏联在武器级钚方面取得了进展。:117–118
1945年广岛与长崎原子弹爆炸彻底改变了苏联官方对于核武器项目的看法。:2–5
在原子弹爆炸之后，苏联政治局立即控制了原子弹项目，并且成立了特别委员会来监督核武器的发展。1946年4月9日，苏联部长会议创建了第11设计局（KB-11），致力于绘制第一颗原子弹设计图。其设计主要基于美国的胖子原子弹，用武器级钚进行引爆。从那时起，有关该计划的工作迅速展开，其后的重要成果便是1946年10月25日在莫斯科附近建造的第一座核反应堆。:2–5

## 组织和管理

### 德国人的帮助
从1941年至1946年期间，苏联外交部进行负责原子弹项目的后勤工作，由外交部长维亚切斯拉夫·莫洛托夫控制项目的走向。:33 然而，由于莫洛托夫的管理不善，该项目停滞不前。 与美国在原子弹项目中的军事管理不同，苏联的原子弹项目完全没有军队的介入，其是由莫洛托夫、拉夫连季·贝利亚、格奥尔基·马林科夫和米哈伊尔·别尔乌辛等政治人物指导的。
在广岛和长崎的原子弹爆炸后，该计划的领导层发生了变动。斯大林于1945年8月22日任命拉夫连季·贝利亚来负责原子弹项目的推进。 贝利亚领导的新委员会保留了格奥尔基·马林科夫，并增加了尼古拉·沃兹涅先斯基和武器人民委员部的鲍里斯·万尼科夫。 在贝利亚的管理下，内务人民委员部将苏联的原子间谍送入西方盟国的核计划之中，以及德国核武器开发计划中。德国的科学家在战后被迫向苏联的核计划进行工作。

## 间谍活动

### 苏联原子弹圈
美国共产主义同情者们在苏联驻外特工的帮助下，进行着核间谍与商业间谍的活动。这些活动大大加速了1942-1954年期间苏联原子弹项目的进展。:105–106:287–305 当苏联可能会因为德国入侵而战败时，这些被招募的美国共产主义同情者表现出更强烈的意愿去分享机密信息。:287–289 苏联在英国的情报网络帮助了苏联在美国进行间谍圈的部署。:105–106
塞米扬·谢苗诺夫控制的的间谍哈里·戈尔德在英、美等国进行了广泛的间谍活动，其中包括在美国化学工业中进行工业间谍活动和收集来自英国物理学家克劳斯·富克斯传递的机密资料。:289–290 美国理论物理学家西奥多·霍尔和英国物理学家克劳斯·富克斯传递的知识和技术细节，大大缩短了苏联第一颗原子弹的研制周期。:105
1943年，美国陆军的维诺那计划揭露了苏联间谍的存在。:54

## 最初的热核武器设计
聚变炸弹的的早期设想来自于间谍活动和苏联的内部研究。虽然间谍活动确实有助于苏联的研究，但美国早期的氢弹概念有很大缺陷。所以早期的情报很有可能混淆了苏联的研究方向，而不是帮助。 早期热核武器的设想是使用原子弹作为触发器，为裂变材料和周围的化学高爆炸物之间的液态氘层提供所需的热量，以启动热核反应。 但很快研究团队认识到，如果缺乏足够的热量和对氘的压缩，将导致氘的聚变不明显。
1948年，安德烈·萨哈罗夫的研究小组提出了第二个概念。 这种构型的核弹被称为RDS-6S。这种想法的热核武器并不是如今意义上真正的“热核武器”，而是裂变核武器与热核武器的中间形态。
RDS-6S“Layer Cake”于1953年8月12日被引爆，西方盟军将此次实验称为“Joe 4”。 此次实验产生了40万吨TNT的威力，比此前任何一次的实验威力都要大十倍左右。同时期的美国于1952年11月1日引爆了他们的热核武器，代号为常春藤麦克。虽然麦克比RDS-6S的威力更大，但其设计并不如RDS-6S实用。
在RDS-6S的试验成功之后，萨哈罗夫提出了一个升级改型，被称为RDS-6SD。 这种炸弹被证明是有问题的，它既没有被建造，也没有被测试。之后苏联研究团队一直在研究RDS-6T的概念，但它也被证明是一个死胡同。
1954年，萨哈罗夫提出了第三种概念。 第三种概念是利用裂变核武器的辐射波，来引起燃聚变反应，而不是通过热和压缩。 KB-11批准了这种新型构型的计划。新型构型的核武器于1955年2月3日完成，并被命名为RDS-37。
RDS-37于1955年11月22日试验成功，当量为160万吨TNT。这个当量几乎是六年前苏联第一颗原子弹的百倍威力，这表明苏联可以与美国进行竞争，甚至超越美国。

## 后勤问题
苏联核项目早期阶段的最大一个问题是铀矿，因为苏联在项目开始时国内资源有限。苏联国内的铀矿开采可以准确追溯到1942年11月27日。苏联的第一个铀矿在塔波沙尔（今塔吉克斯坦的城市）建立，到1943年5月，其年产量为数吨铀矿。 塔波沙尔是苏联众多铀矿开采和生产有关的封闭城市中第一个被设立的。
核武器项目的需求量很大。1940年，美国人在比利时商人埃德加·森吉尔（Edgar Sengier）的帮助下，封锁了刚果、南非和加拿大的铀矿出口。1944年12月，斯大林将铀矿项目交给拉夫连季·贝利亚进行负责，取消了维亚切斯拉夫·莫洛托夫的职责。苏联的第一座加工厂建立在塔吉克斯坦的契卡洛夫斯克（今布斯通）。
当苏联核反应堆F-1于1946年12月开始运行时，苏联仍然在使用从德国核武器开发计划中遗留的铀燃料。苏联国内的铀生产在此时仍供应不足。这些铀是在比属刚果开采的。1940年德国入侵和占领比利时后，这些矿石落入德国人手中。
苏联核计划的其他铀来源是东德、捷克斯洛伐克、保加利亚、罗马尼亚和波兰的矿场。在战争期间，鲍里斯·普雷格尔（Boris Pregel）在美国政府的授权下向苏联出售了0.23吨的铀。
最终，苏联在本国境内发现了大量的铀矿来源。
下表为苏联核计划铀来源数量和出产国：
| 年份 | 苏联    | 德国    | 捷克斯洛伐克 | 保加利亚 | 波兰   |
| ---- | ------- | ------- | ------------ | -------- | ------ |
| 1945 | 14.6吨  |         |              |          |        |
| 1946 | 50.0吨  | 15吨    | 18吨         | 26.6吨   |        |
| 1947 | 129.3吨 | 150吨   | 49.1吨       | 7.6吨    | 2.3吨  |
| 1948 | 182.5吨 | 321.2吨 | 103.2吨      | 18.2吨   | 9.3吨  |
| 1949 | 278.6吨 | 767.8吨 | 147.3吨      | 30.3吨   | 43.3吨 |
| 1950 | 416.9吨 | 1,224吨 | 281.4吨      | 70.9吨   | 63.6吨 |

## 重要的核试验

### RDS-1
RDS-1是苏联的第一枚核武器，于1949年8月29日试爆，美国人称其为“Joe 1”。该核弹设计与美国的胖子原子弹非常相似。

### RDS-2
1951年9月24日，RDS-2成功试爆，此次试爆当量为3.83万吨。这次试验被中央情报局（CIA）命名为“Joe 2”。

### RDS-3
RDS-3是苏联的第三枚核武器。它于1951年10月18日进行试爆，试爆当量为4.12万吨。美国将此次试验命名为“Joe 3”，这是苏联的第一次空投核武器实验。RDS-3在10公里的上空被投放，距离地面400米处被引爆。

### RDS-4
RDS-4是战术核武器研究的一个分支。首次测试于1953年8月23日开展，采用的空投的方式，此次试验当量为2.8万吨。1954年，在托茨科耶（Totskoye）的“雪球”军演中也使用了这类核武器。图-4轰炸机将核武器空投至模拟战场，此次军演共有4万名士兵参加。RDS-4同样也是世界第一枚中程弹道导弹R-5M的核弹头。1956年2月5日，搭载了RDS-4的R-5M进行了实弹测验，这是第一次也是唯一一次使用实弹进行测验。

### RDS-5
RDS-5制造并测试了两个不同的版本。

### RDS-6
RDS-6是苏联的第一次氢弹试验，时间为1953年8月12日。此次试验被美国人称为“Joe 4”。试爆的当量为40万吨，比以为任何一次试验的威力都要强上十倍。 在开发威力更大的核武器时，苏联将RDS-6作为了开发基础，而不是继续开发全新的RDS-7。最终在RDS-6的基础上研制出了RDS-37。

### RDS-9
RDS-9是RDS-4的低当量版本，其当量为1-0.3万吨。T-5核鱼雷便是搭载了此款核武器。1955年9月21日，该型核鱼雷进行了水下试验，爆炸当量为0.35万吨。

### RDS-37
1955年11月12日，苏联首次进行了百万吨级氢弹试验。此次试验被称为RDS-37。Joe 1，Joe 4和RDS-37均在哈萨克斯坦的塞米巴拉金斯克基地进行测试。

### 沙皇炸弹（RDS-220）
沙皇炸弹是迄今为止最大、最强的热核武器。试爆当量为5千万吨。这相当于第二次世界大战中所使用的炸药总量的十倍。 它于1961年10月30日在新地岛被引爆，设计威力为1亿吨当量，但是在试爆前削减了当量。虽然沙皇炸弹已经具备实战化要求，但其并没有被列装使用。仅仅作为苏联军事力量的一次示范性演示。据估计，爆炸的热量可对100公里外造成三级灼伤。

## 秘密城市
在冷战期间，苏联至少建立九个封闭城市，这些城市被称为“原子格勒（Atomgrads）”。 这些地方进行着与核武器有关的研究和开发。在苏联解体后，这些城市均被改名（封闭城市时期均以地区+数字的方式命名）。这些城市在法律上仍然是“封闭”的，但其中部分城市允许外国游客凭特别许可证进入（萨罗夫、斯涅任斯克和泽列诺戈尔斯克）。
| 冷战名称                                | 当前名称         | 成立 | 主要功能                 |
| --------------------------------------- | ---------------- | ---- | ------------------------ |
| 阿尔扎马斯-16                           | 萨罗夫           | 1946 | 武器设计和研究，弹头组装 |
| 斯维尔德洛夫斯克-44                     | 新乌拉尔斯克     | 1946 | 铀浓缩                   |
| 车里雅宾斯克-40/车里雅宾斯克-65（后期） | 奥焦尔斯克       | 1947 | 钚生产，零部件制造       |
| 斯维尔德洛夫斯克-45                     | 列斯诺伊         | 1947 | 铀浓缩，弹头组装         |
| 托木斯克-7                              | 谢韦尔斯克       | 1949 | 铀浓缩，零部件制造       |
| 克拉斯诺亚斯克-26                       | 热列兹诺戈尔斯克 | 1950 | 钚生产                   |
| 兹拉托乌斯特-36                         | 三山城           | 1952 | 弹头组装                 |
| 奔萨-19                                 | 扎列奇内         | 1955 | 弹头组装                 |
| 克拉斯诺亚斯克-45                       | 泽列诺戈尔斯克   | 1956 | 铀浓缩                   |
| 车里雅宾斯克-70                         | 斯涅任斯克       | 1957 | 武器设计和研究           |